# Simply Red/Diskografie
Diese Diskografie ist eine Übersicht über die musikalischen Werke der britischen Popband Simply Red. Den Quellenangaben und Schallplattenauszeichnungen zufolge hat sie bisher mehr als 36,5 Millionen Tonträger verkauft, davon alleine über 5,6 Millionen in Deutschland, womit die Band zu den Interpreten mit den meisten verkauften Tonträgern in Deutschland zählt. Ihre erfolgreichste Veröffentlichung ist das vierte Studioalbum Stars mit über neun Millionen verkauften Einheiten, wovon alleine in Deutschland über 1,2 Millionen Einheiten verkauft wurden und es somit zu den meistverkauften Alben in Deutschland zählt.

## Alben

### Studioalben
| Jahr | Titel Musiklabel                           | Höchstplatzierung, Gesamtwochen, AuszeichnungChartplatzierungen (Jahr, Titel, Musiklabel, Platzierungen, Wochen, Auszeichnungen, Anmerkungen) | Höchstplatzierung, Gesamtwochen, AuszeichnungChartplatzierungen (Jahr, Titel, Musiklabel, Platzierungen, Wochen, Auszeichnungen, Anmerkungen) | Höchstplatzierung, Gesamtwochen, AuszeichnungChartplatzierungen (Jahr, Titel, Musiklabel, Platzierungen, Wochen, Auszeichnungen, Anmerkungen) | Höchstplatzierung, Gesamtwochen, AuszeichnungChartplatzierungen (Jahr, Titel, Musiklabel, Platzierungen, Wochen, Auszeichnungen, Anmerkungen) | Höchstplatzierung, Gesamtwochen, AuszeichnungChartplatzierungen (Jahr, Titel, Musiklabel, Platzierungen, Wochen, Auszeichnungen, Anmerkungen) | Anmerkungen                                                    |
| Jahr | Titel Musiklabel                           | DE | AT | CH | UK | US | Anmerkungen                                                    |
| ---- | ------------------------------------------ | --- | --- | --- | --- | --- | -------------------------------------------------------------- |
| 1985 | Picture Book Elektra Records (WMG)         | DE8 ×3Dreifachgold · (47 Wo.)DE | AT10 Gold · (14 Wo.)AT | CH12 Platin · (26 Wo.)CH | UK2 ×5Fünffachplatin · (135 Wo.)UK | US16 Platin · (59 Wo.)US | Erstveröffentlichung: 14. Oktober 1985 Verkäufe: + 4.050.000   |
| 1987 | Men and Women Elektra Records (WMG)        | DE3 Platin · (29 Wo.)DE | AT3 Gold · (28 Wo.)AT | CH1 Gold · (17 Wo.)CH | UK2 ×3Dreifachplatin · (63 Wo.)UK | US31 (26 Wo.)US | Erstveröffentlichung: 9. März 1987 Verkäufe: + 1.940.000       |
| 1989 | A New Flame Elektra Records (WMG)          | DE2 Platin · (44 Wo.)DE | AT2 Platin · (41 Wo.)AT | CH1 Platin · (33 Wo.)CH | UK1 ×7Siebenfachplatin · (90 Wo.)UK | US22 Gold · (39 Wo.)US | Erstveröffentlichung: 13. Februar 1989 Verkäufe: + 4.740.000   |
| 1991 | Stars EastWest (WMG)                       | DE2 ×5Fünffachgold · (59 Wo.)DE | AT1 ×2Doppelplatin · (41 Wo.)AT | CH2 ×2Doppelplatin · (32 Wo.)CH | UK1 ×12Zwölffachplatin (Original) + Gold (Collector’s Edition) · (137 Wo.)UK                                                                  | US76 Gold · (43 Wo.)US | Erstveröffentlichung: 30. September 1991 Verkäufe: + 9.000.000 |
| 1995 | Life EastWest (WMG)                        | DE1 Platin · (45 Wo.)DE | AT1 Platin · (16 Wo.)AT | CH1 Gold · (19 Wo.)CH | UK1 ×5Fünffachplatin · (47 Wo.)UK | US75 (13 Wo.)US | Erstveröffentlichung: 9. Oktober 1995 Verkäufe: + 3.085.000    |
| 1998 | Blue EastWest (WMG)                        | DE1 Gold · (23 Wo.)DE | AT1 Platin · (20 Wo.)AT | CH3 Gold · (15 Wo.)CH | UK1 ×2Doppelplatin · (25 Wo.)UK | US145 (3 Wo.)US | Erstveröffentlichung: 18. Mai 1998 Verkäufe: + 1.157.500       |
| 1999 | Love and the Russian Winter EastWest (WMG) | DE2 Platin · (15 Wo.)DE | AT3 Gold · (10 Wo.)AT | CH8 (9 Wo.)CH | UK6 Platin · (11 Wo.)UK | — | Erstveröffentlichung: 1. November 1999 Verkäufe: + 1.000.000   |
| 2003 | Home EastWest (WMG)                        | DE5 Platin · (46 Wo.)DE | AT8 Gold · (29 Wo.)AT | CH6 Gold · (31 Wo.)CH | UK2 ×2Doppelplatin · (35 Wo.)UK | US187 (3 Wo.)US | Erstveröffentlichung: 24. März 2003 Verkäufe: + 1.190.000      |
| 2005 | Simplified simplyred.com (UMG)             | DE4 (13 Wo.)DE | AT2 (12 Wo.)AT | CH3 (12 Wo.)CH | UK3 Gold · (9 Wo.)UK | — | Erstveröffentlichung: 17. Oktober 2005 Verkäufe: + 100.000     |
| 2007 | Stay simplyred.com (UMG)                   | DE4 (13 Wo.)DE | AT6 (12 Wo.)AT | CH6 (12 Wo.)CH | UK4 Gold · (14 Wo.)UK | US156 (1 Wo.)US | Erstveröffentlichung: 12. März 2007 Verkäufe: + 145.000        |
| 2015 | Big Love simplyred.com (UMG)               | DE6 (8 Wo.)DE | AT11 (4 Wo.)AT | CH10 (8 Wo.)CH | UK4 Gold · (18 Wo.)UK | — | Erstveröffentlichung: 29. Mai 2015 Verkäufe: + 100.000         |
| 2019 | Blue Eyed Soul simplyred.com (BMG)         | DE11 (7 Wo.)DE | AT5 (4 Wo.)AT | CH17 (3 Wo.)CH | UK6 (7 Wo.)UK | — | Erstveröffentlichung: 8. November 2019                         |
| 2023 | Time simplyred.com (WMG)                   | DE9 (3 Wo.)DE | AT7 (2 Wo.)AT | CH11 (2 Wo.)CH | UK8 (1 Wo.)UK | — | Erstveröffentlichung: 26. Mai 2023                             |

### Livealben
| Jahr | Titel Musiklabel                                                        | Höchstplatzierung, Gesamtwochen, AuszeichnungChartplatzierungen (Jahr, Titel, Musiklabel, Platzierungen, Wochen, Auszeichnungen, Anmerkungen) | Höchstplatzierung, Gesamtwochen, AuszeichnungChartplatzierungen (Jahr, Titel, Musiklabel, Platzierungen, Wochen, Auszeichnungen, Anmerkungen) | Höchstplatzierung, Gesamtwochen, AuszeichnungChartplatzierungen (Jahr, Titel, Musiklabel, Platzierungen, Wochen, Auszeichnungen, Anmerkungen) | Höchstplatzierung, Gesamtwochen, AuszeichnungChartplatzierungen (Jahr, Titel, Musiklabel, Platzierungen, Wochen, Auszeichnungen, Anmerkungen) | Höchstplatzierung, Gesamtwochen, AuszeichnungChartplatzierungen (Jahr, Titel, Musiklabel, Platzierungen, Wochen, Auszeichnungen, Anmerkungen) | Anmerkungen                                                                                             |
| Jahr | Titel Musiklabel                                                        | DE | AT | CH | UK | US | Anmerkungen                                                                                             |
| ---- | ----------------------------------------------------------------------- | --- | --- | --- | --- | --- | --- |
| 2011 | Farewell – Live in Concert at Sydney Opera House simplyred.com (EMI)    | DE13 (5 Wo.)DE | AT35 (3 Wo.)AT | CH63 (2 Wo.)CH | — | — | Erstveröffentlichung: 20. Mai 2011                                                                      |
| 2014 | Cuba! Edsel Records                                                     | — | — | — | — | — | Erstveröffentlichung: 30. Juni 2014 Audio-Wiederveröffentlichung des gleichnamiges Videoalbums von 2005 |
| 2018 | Symphonica in Rosso – Live at Ziggo Dome, Amsterdam simplyred.com (BMG) | DE37 (2 Wo.)DE | AT52 (1 Wo.)AT | — | UK58 (2 Wo.)UK | — | Erstveröffentlichung: 23. November 2018                                                                 |

### Kompilationen
| Jahr | Titel Musiklabel                                     | Höchstplatzierung, Gesamtwochen, AuszeichnungChartplatzierungen (Jahr, Titel, Musiklabel, Platzierungen, Wochen, Auszeichnungen, Anmerkungen) | Höchstplatzierung, Gesamtwochen, AuszeichnungChartplatzierungen (Jahr, Titel, Musiklabel, Platzierungen, Wochen, Auszeichnungen, Anmerkungen) | Höchstplatzierung, Gesamtwochen, AuszeichnungChartplatzierungen (Jahr, Titel, Musiklabel, Platzierungen, Wochen, Auszeichnungen, Anmerkungen) | Höchstplatzierung, Gesamtwochen, AuszeichnungChartplatzierungen (Jahr, Titel, Musiklabel, Platzierungen, Wochen, Auszeichnungen, Anmerkungen) | Höchstplatzierung, Gesamtwochen, AuszeichnungChartplatzierungen (Jahr, Titel, Musiklabel, Platzierungen, Wochen, Auszeichnungen, Anmerkungen) | Anmerkungen                                                   |
| Jahr | Titel Musiklabel                                     | DE | AT | CH | UK | US | Anmerkungen                                                   |
| ---- | ---------------------------------------------------- | --- | --- | --- | --- | --- | ------------------------------------------------------------- |
| 1996 | Greatest Hits EastWest (WMG)                         | DE2 Platin · (21 Wo.)DE | AT1 Platin · (17 Wo.)AT | CH4 Gold · (18 Wo.)CH | UK1 ×6Sechsfachplatin · (50 Wo.)UK | US116 (5 Wo.)US | Erstveröffentlichung: 7. Oktober 1996 Verkäufe: + 3.635.000   |
| 2000 | It’s Only Love EastWest (WMG)                        | DE35 Gold · (9 Wo.)DE | AT5 Gold · (14 Wo.)AT | CH32 (7 Wo.)CH | UK27 Gold · (6 Wo.)UK | — | Erstveröffentlichung: 13. November 2000 Verkäufe: + 325.000   |
| 2002 | The Essentials Elektra Records (WMG)                 | — | — | — | — | — | Erstveröffentlichung: 2002                                    |
| 2003 | The Very Best of Simply Red EastWest (WMG)           | DE36 (15 Wo.)DE | AT30 (6 Wo.)AT | CH28 (14 Wo.)CH | — | — | Erstveröffentlichung: 28. April 2003 Verkäufe: + 40.000       |
| 2008 | Simply Red 25: The Greatest Hits simplyred.com (EMI) | DE17 Platin · (58 Wo.)DE | AT25 (10 Wo.)AT | CH22 Gold · (21 Wo.)CH | UK9 ×3Dreifachplatin · (… Wo.)UK | — | Erstveröffentlichung: 17. November 2008 Verkäufe: + 1.330.000 |
| 2010 | Songs of Love simplyred.com                          | DE86 (1 Wo.)DE | — | CH37 (6 Wo.)CH | UK12 Silber · (9 Wo.)UK | — | Erstveröffentlichung: 1. März 2010 Verkäufe: + 80.000         |
| 2013 | Songbook 1985–2010 simplyred.com                     | — | — | — | UK41 Gold · (6 Wo.)UK | — | Erstveröffentlichung: 2. Dezember 2013 Verkäufe: + 100.000    |

### Remixalben
| Jahr | Titel Musiklabel                               | Anmerkungen                             |
| ---- | ---------------------------------------------- | --------------------------------------- |
| 1986 | 12"ers Elektra Records (WMG)                   | Erstveröffentlichung: 28. November 1986 |
| 2012 | Home Mixes simplyred.com                       | Erstveröffentlichung: 2012              |
| 2021 | Remixed Vol. 1 (1985–2000) simplyred.com (WMG) | Erstveröffentlichung: 22. Oktober 2021  |

### EPs
| Jahr | Titel Musiklabel               | Höchstplatzierung, Gesamtwochen, AuszeichnungChartplatzierungen (Jahr, Titel, Musiklabel, Platzierungen, Wochen, Auszeichnungen, Anmerkungen) | Höchstplatzierung, Gesamtwochen, AuszeichnungChartplatzierungen (Jahr, Titel, Musiklabel, Platzierungen, Wochen, Auszeichnungen, Anmerkungen) | Höchstplatzierung, Gesamtwochen, AuszeichnungChartplatzierungen (Jahr, Titel, Musiklabel, Platzierungen, Wochen, Auszeichnungen, Anmerkungen) | Höchstplatzierung, Gesamtwochen, AuszeichnungChartplatzierungen (Jahr, Titel, Musiklabel, Platzierungen, Wochen, Auszeichnungen, Anmerkungen) | Höchstplatzierung, Gesamtwochen, AuszeichnungChartplatzierungen (Jahr, Titel, Musiklabel, Platzierungen, Wochen, Auszeichnungen, Anmerkungen) | Anmerkungen                            |
| Jahr | Titel Musiklabel               | DE | AT | CH | UK | US | Anmerkungen                            |
| ---- | ------------------------------ | --- | --- | --- | --- | --- | -------------------------------------- |
| 1992 | The Montreux EP EastWest (WMG) | — | — | — | UK11 (10 Wo.)UK | — | Erstveröffentlichung: 9. November 1992 |

## Singles
| Jahr | Titel Album                                                                   | Höchstplatzierung, Gesamtwochen, AuszeichnungChartplatzierungen (Jahr, Titel, Album, Platzierungen, Wochen, Auszeichnungen, Anmerkungen) | Höchstplatzierung, Gesamtwochen, AuszeichnungChartplatzierungen (Jahr, Titel, Album, Platzierungen, Wochen, Auszeichnungen, Anmerkungen) | Höchstplatzierung, Gesamtwochen, AuszeichnungChartplatzierungen (Jahr, Titel, Album, Platzierungen, Wochen, Auszeichnungen, Anmerkungen) | Höchstplatzierung, Gesamtwochen, AuszeichnungChartplatzierungen (Jahr, Titel, Album, Platzierungen, Wochen, Auszeichnungen, Anmerkungen) | Höchstplatzierung, Gesamtwochen, AuszeichnungChartplatzierungen (Jahr, Titel, Album, Platzierungen, Wochen, Auszeichnungen, Anmerkungen) | Anmerkungen                                                  |
| Jahr | Titel Album                                                                   | DE | AT | CH | UK | US | Anmerkungen                                                  |
| ---- | ----------------------------------------------------------------------------- | --- | --- | --- | --- | --- | ------------------------------------------------------------ |
| 1985 | Money’s Too Tight (To Mention) Picture Book                                   | — | — | — | UK13 Silber · (12 Wo.)UK | US28 (15 Wo.)US | Erstveröffentlichung: 20. Mai 1985 Verkäufe: + 200.000       |
| 1985 | Come to My Aid Picture Book                                                   | — | — | — | UK66 (4 Wo.)UK | — | Erstveröffentlichung: 2. September 1985                      |
| 1985 | Holding Back the Years Picture Book                                           | — | AT22 (6 Wo.)AT | — | UK2 Platin · (19 Wo.)UK | US1 (23 Wo.)US | Erstveröffentlichung: 1. November 1985 Verkäufe: + 600.000   |
| 1986 | Jericho Picture Book                                                          | DE57 (7 Wo.)DE | — | — | UK53 (3 Wo.)UK | — | Erstveröffentlichung: 24. Februar 1986                       |
| 1986 | Open Up the Red Box Picture Book                                              | — | — | — | UK61 (4 Wo.)UK | — | Erstveröffentlichung: 28. Juli 1986                          |
| 1987 | The Right Thing Men and Women                                                 | DE27 (12 Wo.)DE | — | CH10 (9 Wo.)CH | UK11 (10 Wo.)UK | US27 (15 Wo.)US | Erstveröffentlichung: 30. Januar 1987                        |
| 1987 | Infidelity Men and Women                                                      | — | — | — | UK31 (5 Wo.)UK | — | Erstveröffentlichung: 8. Mai 1987                            |
| 1987 | Maybe Someday … Men and Women                                                 | — | — | — | UK88 (2 Wo.)UK | — | Erstveröffentlichung: 27. Juli 1987                          |
| 1987 | Ev’ry Time We Say Goodbye Men and Women                                       | — | — | — | UK11 (10 Wo.)UK | — | Erstveröffentlichung: 16. November 1987                      |
| 1987 | Love Fire Men and Women                                                       | — | — | — | — | — | Erstveröffentlichung: 1987                                   |
| 1988 | I Won’t Feel Bad Men and Women                                                | — | — | — | UK68 (4 Wo.)UK | — | Erstveröffentlichung: 21. Februar 1988                       |
| 1989 | It’s Only Love A New Flame                                                    | DE21 (16 Wo.)DE | — | CH12 (12 Wo.)CH | UK13 (9 Wo.)UK | US57 (9 Wo.)US | Erstveröffentlichung: 16. Januar 1989                        |
| 1989 | If You Don’t Know Me by Now A New Flame                                       | DE19 (16 Wo.)DE | AT9 (16 Wo.)AT | CH12 (7 Wo.)CH | UK2 Gold · (10 Wo.)UK | US1 Gold · (22 Wo.)US | Erstveröffentlichung: 27. März 1989 Verkäufe: + 1.065.000    |
| 1989 | A New Flame                                                                   | DE55 (9 Wo.)DE | — | — | UK17 (8 Wo.)UK | — | Erstveröffentlichung: 26. Juni 1989                          |
| 1989 | You’ve Got It A New Flame                                                     | — | — | — | UK46 (3 Wo.)UK | — | Erstveröffentlichung: 16. Oktober 1989                       |
| 1991 | Something Got Me Started Stars                                                | DE11 (26 Wo.)DE | AT5 (16 Wo.)AT | CH6 (20 Wo.)CH | UK11 Silber · (8 Wo.)UK | US23 (14 Wo.)US | Erstveröffentlichung: 9. September 1991 Verkäufe: + 200.000  |
| 1991 | Stars                                                                         | DE19 (24 Wo.)DE | AT18 (12 Wo.)AT | CH11 (18 Wo.)CH | UK8 Platin · (10 Wo.)UK | US44 (14 Wo.)US | Erstveröffentlichung: 18. November 1991 Verkäufe: + 680.000  |
| 1992 | For Your Babies Stars                                                         | DE43 (12 Wo.)DE | AT23 (9 Wo.)AT | — | UK9 Silber · (8 Wo.)UK | — | Erstveröffentlichung: 27. Januar 1992 Verkäufe: + 200.000    |
| 1992 | Thrill Me Stars                                                               | — | — | — | UK33 (5 Wo.)UK | — | Erstveröffentlichung: 20. April 1992                         |
| 1992 | Your Mirror Stars                                                             | DE59 (10 Wo.)DE | — | — | UK17 (4 Wo.)UK | — | Erstveröffentlichung: 13. Juli 1992                          |
| 1995 | Fairground Life                                                               | DE5 Gold · (23 Wo.)DE | AT5 (12 Wo.)AT | CH6 (17 Wo.)CH | UK1 Platin · (14 Wo.)UK | — | Erstveröffentlichung: 18. September 1995 Verkäufe: + 885.000 |
| 1995 | Remembering the First Time Life                                               | DE55 (13 Wo.)DE | — | — | UK22 (6 Wo.)UK | — | Erstveröffentlichung: 4. Dezember 1995                       |
| 1996 | Never Never Love Life                                                         | — | — | — | UK18 (4 Wo.)UK | — | Erstveröffentlichung: 12. Februar 1996                       |
| 1996 | We’re in This Together Life                                                   | DE32 (10 Wo.)DE | AT23 (6 Wo.)AT | — | UK11 (6 Wo.)UK | — | Erstveröffentlichung: 7. Juni 1996                           |
| 1996 | Angel Greatest Hits                                                           | DE71 (7 Wo.)DE | — | — | UK4 Silber · (13 Wo.)UK | — | Erstveröffentlichung: 28. Oktober 1996 Verkäufe: + 200.000   |
| 1997 | Night Nurse Blue                                                              | DE84 (6 Wo.)DE | — | — | UK13 (8 Wo.)UK | — | Erstveröffentlichung: 8. September 1997 mit Sly & Robbie     |
| 1998 | Say You Love Me Blue                                                          | DE49 (9 Wo.)DE | AT18 (8 Wo.)AT | — | UK7 (7 Wo.)UK | — | Erstveröffentlichung: 27. April 1998                         |
| 1998 | The Air That I Breathe Blue                                                   | DE66 (9 Wo.)DE | AT17 (11 Wo.)AT | — | UK6 (7 Wo.)UK | — | Erstveröffentlichung: 10. August 1998                        |
| 1998 | Ghetto Girl Blue                                                              | — | — | — | UK34 (2 Wo.)UK | — | Erstveröffentlichung: 30. November 1998                      |
| 1998 | To be Free Blue                                                               | DE88 (11 Wo.)DE | — | — | — | — | Erstveröffentlichung: 9. November 1998                       |
| 1999 | Ain’t That a Lot of Love Love and the Russian Winter                          | DE55 (10 Wo.)DE | AT29 (3 Wo.)AT | CH45 (10 Wo.)CH | UK14 (6 Wo.)UK | — | Erstveröffentlichung: 18. Oktober 1999                       |
| 2000 | Your Eyes Love and the Russian Winter                                         | DE95 (3 Wo.)DE | — | — | UK26 (2 Wo.)UK | — | Erstveröffentlichung: 7. Februar 2000                        |
| 2003 | Sunrise Home                                                                  | DE14 (14 Wo.)DE | AT25 (14 Wo.)AT | CH22 (20 Wo.)CH | UK7 Silber · (11 Wo.)UK | — | Erstveröffentlichung: 17. März 2003 Verkäufe: + 205.000      |
| 2003 | Fake Home                                                                     | DE43 (10 Wo.)DE | — | CH41 (15 Wo.)CH | UK21 (4 Wo.)UK | — | Erstveröffentlichung: 7. Juli 2003                           |
| 2003 | You Make Me Feel Brand New Home                                               | DE43 (9 Wo.)DE | AT47 (3 Wo.)AT | CH76 (3 Wo.)CH | UK7 (9 Wo.)UK | — | Erstveröffentlichung: 10. November 2003                      |
| 2004 | Home                                                                          | — | — | — | UK40 (2 Wo.)UK | — | Erstveröffentlichung: 29. März 2004                          |
| 2005 | Perfect Love Simplified                                                       | DE45 (8 Wo.)DE | AT23 (8 Wo.)AT | CH34 (9 Wo.)CH | UK30 (3 Wo.)UK | — | Erstveröffentlichung: 3. Oktober 2005                        |
| 2006 | Something Got Me Started / A Song for You –                                   | — | — | — | — | — | Erstveröffentlichung: 2. Januar 2006                         |
| 2006 | Oh! What a Girl! Stay                                                         | DE68 (5 Wo.)DE | AT43 (4 Wo.)AT | CH23 (6 Wo.)CH | UK57 (1 Wo.)UK | — | Erstveröffentlichung: 22. September 2006                     |
| 2007 | So Not Over You Stay                                                          | DE65 (7 Wo.)DE | AT36 (8 Wo.)AT | — | UK34 (2 Wo.)UK | — | Erstveröffentlichung: 2. März 2007                           |
| 2007 | Stay                                                                          | — | — | — | UK36 (1 Wo.)UK | — | Erstveröffentlichung: 25. Mai 2007                           |
| 2007 | The World and You Tonight Stay                                                | — | — | — | — | — | Erstveröffentlichung: 2007                                   |
| 2008 | Go Now –                                                                      | — | — | — | — | — | Erstveröffentlichung: 10. November 2008                      |
| 2009 | Money$ too Tight (to Mention) 2009 –                                          | — | — | — | — | — | Erstveröffentlichung: 20. April 2009                         |
| 2015 | Shine On Big Love                                                             | — | — | — | — | — | Erstveröffentlichung: 21. April 2015                         |
| 2015 | The Ghost of Love Big Love                                                    | — | — | — | — | — | Erstveröffentlichung: 10. Juli 2015                          |
| 2015 | Love Gave Me More Big Love                                                    | — | — | — | — | — | Erstveröffentlichung: 26. Oktober 2015                       |
| 2019 | Thinking of You Blue Eyed Soul                                                | — | — | — | — | — | Erstveröffentlichung: 16. August 2019                        |
| 2021 | Thrill Me (Masters at Work House Mix) Remixed Vol. 1 (1985–2000)              | — | — | — | — | — | Erstveröffentlichung: 2021                                   |
| 2021 | Something Got Me Started (David Morales Radio Mix) Remixed Vol. 1 (1985–2000) | — | — | — | — | — | Erstveröffentlichung: 16. September 2021                     |
| 2021 | Money’s Too Tight (United City Mix) Remixed Vol. 1 (1985–2000)                | — | — | — | — | — | Erstveröffentlichung: 8. Oktober 2021                        |
| 2021 | Fairground (Too Precious Mix) Remixed Vol. 1 (1985–2000)                      | — | — | — | — | — | Erstveröffentlichung: 15. Oktober 2021                       |
| 2023 | Better With You Time                                                          | — | — | — | — | — | Erstveröffentlichung: 2. März 2023                           |
| 2023 | Shades 22 Time                                                                | — | — | — | — | — | Erstveröffentlichung: 31. März 2023                          |

## Videoalben und Musikvideos

### Videoalben
| Jahr | Titel                                               | Höchstplatzierung, Gesamtwochen, AuszeichnungChartplatzierungen (Jahr, Titel, Platzierungen, Wochen, Auszeichnungen, Anmerkungen) | Höchstplatzierung, Gesamtwochen, AuszeichnungChartplatzierungen (Jahr, Titel, Platzierungen, Wochen, Auszeichnungen, Anmerkungen) | Höchstplatzierung, Gesamtwochen, AuszeichnungChartplatzierungen (Jahr, Titel, Platzierungen, Wochen, Auszeichnungen, Anmerkungen) | Höchstplatzierung, Gesamtwochen, AuszeichnungChartplatzierungen (Jahr, Titel, Platzierungen, Wochen, Auszeichnungen, Anmerkungen) | Höchstplatzierung, Gesamtwochen, AuszeichnungChartplatzierungen (Jahr, Titel, Platzierungen, Wochen, Auszeichnungen, Anmerkungen) | Anmerkungen                                                |
| Jahr | Titel                                               | DE | AT | CH | UK | US | Anmerkungen                                                |
| ---- | --------------------------------------------------- | --- | --- | --- | --- | --- | ---------------------------------------------------------- |
| 1991 | Moving Picture Book                                 | — | — | — | — | — | Erstveröffentlichung: 30. September 1991                   |
| 1992 | Starry Night with Simply Red                        | — | — | — | UK19 (5 Wo.)UK | — | Erstveröffentlichung: November 1992                        |
| 1996 | Greatest Video Hits                                 | — | — | — | UK3 Platin · (41 Wo.)UK | — | Erstveröffentlichung: 12. November 1996 Verkäufe: + 73.000 |
| 1998 | Live in London auch bekannt als: Live at the Lyceum | — | — | — | UK16 Gold · (25 Wo.)UK | — | Erstveröffentlichung: 1998 Verkäufe: + 63.000              |
| 2003 | Home in Sicily: Live                                | — | — | — | UK17 Gold · (7 Wo.)UK | — | Erstveröffentlichung: 17. November 2003 Verkäufe: + 92.000 |
| 2004 | Stars                                               | — | — | — | — | — | Erstveröffentlichung: 2004                                 |
| 2005 | Cuba!                                               | — | — | — | UK9 Gold · (10 Wo.)UK | — | Erstveröffentlichung: 2005 Verkäufe: + 65.000              |
| 2007 | Stay: Live at the Royal Albert Hall                 | — | — | — | UK4 (8 Wo.)UK | — | Erstveröffentlichung: 31. Mai 2007                         |
| 2011 | Farewell – Live in Concert at Sydney Opera House    | — | — | CH9 (1 Wo.)CH | UK6 (30 Wo.)UK | — | Erstveröffentlichung: 2011                                 |
| 2012 | Live At Montreux 2003                               | — | — | — | UK22 (1 Wo.)UK | — | Erstveröffentlichung: 2012                                 |

### Musikvideos
| Jahr | Titel                         | Regie          |
| ---- | ----------------------------- | -------------- |
| 1985 | Money$ too Tight (to Mention) |                |
| 1985 | Come to My Aid                |                |
| 1985 | Holding Back The Years        |                |
| 1986 | Jericho                       |                |
| 1986 | Open Up the Red Box           |                |
| 1987 | The Right Thing               | Andy Morahan   |
| 1987 | Infidelity                    |                |
| 1987 | … Maybe Someday               |                |
| 1988 | I Won’t Feel Bad              |                |
| 1989 | It’s Only Love                | Andy Morahan   |
| 1989 | If You Don’t Know Me by Now   |                |
| 1989 | A New Flame                   |                |
| 1989 | You’ve Got It                 |                |
| 1991 | Stars                         |                |
| 1991 | Something Got Me Started      | Andy Morahan   |
| 1992 | For Your Babies               | Andy Morahan   |
| 1992 | Thrill Me                     |                |
| 1995 | Fairground                    |                |
| 1995 | Never Never Love              | Zanna          |
| 1996 | We’re in This Together        | Zanna          |
| 1997 | Night Nurse                   |                |
| 1998 | Say You Love Me               |                |
| 1998 | The Air That I Breathe        |                |
| 1999 | Ain’t That a Lot of Love      |                |
| 2000 | Your Eyes                     |                |
| 2003 | Sunrise                       |                |
| 2003 | Fake                          | Andy Morahan   |
| 2005 | Perfect Love                  | Russell Thomas |
| 2006 | Oh! What a Girl!              |                |
| 2006 | A Song for You                | Russell Thomas |
| 2007 | So Not Over You               | Russell Thomas |
| 2008 | Go Now                        |                |

## Promosingles
| Jahr | Titel Album                                | Anmerkungen                         |
| ---- | ------------------------------------------ | ----------------------------------- |
| 1992 | Freedom Stars                              | Erstveröffentlichung: 1992          |
| 1998 | Mellow My Mind Blue                        | Erstveröffentlichung: 1998          |
| 2010 | I Have the Love / Beside You Songs of Love | Erstveröffentlichung: 15. März 2010 |

## Statistik

### Chartauswertung
|                     | DE     | AT     | CH     | UK     | US    |
| ------------------- | ------ | ------ | ------ | ------ | ----- |
| Nummer-eins-Alben   | DE2DE  | AT4AT  | CH3CH  | UK5UK  | US—US |
| Top-10-Alben        | DE13DE | AT14AT | CH11CH | UK15UK | US—US |
| Alben in den Charts | DE20DE | AT19AT | CH19CH | UK21UK | US8US |

|                       | DE     | AT     | CH     | UK     | US    |
| --------------------- | ------ | ------ | ------ | ------ | ----- |
| Nummer-eins-Singles   | DE—DE  | AT—AT  | CH—CH  | UK1UK  | US2US |
| Top-10-Singles        | DE1DE  | AT3AT  | CH3CH  | UK10UK | US2US |
| Singles in den Charts | DE25DE | AT15AT | CH12CH | UK38UK | US7US |

|                          | DE    | AT    | CH    | UK    | US    |
| ------------------------ | ----- | ----- | ----- | ----- | ----- |
| Nummer-eins-Videoalben   | DE—DE | AT—AT | CH—CH | UK—UK | US—US |
| Top-10-Videoalben        | DE—DE | AT—AT | CH1CH | UK4UK | US—US |
| Videoalben in den Charts | DE—DE | AT—AT | CH1CH | UK8UK | US—US |

### Auszeichnungen für Musikverkäufe
| Land/RegionAuszeichnungen für Musikverkäufe (Land/Region, Auszeichnungen, Verkäufe, Quellen) | Silber     | Gold       | Platin         | Verkäufe     | Quellen |
| -------------------------------------------------------------------------------------------- | ---------- | ---------- | -------------- | ------------ | --- |
| Argentinien (CAPIF)                                                                          | —          | 2× Gold2   | 2× Platin2     | 76.000       | capif.org.ar (Memento vom 31. Mai 2011 im Internet Archive) AR2 (Memento vom 6. Juli 2011 im Internet Archive) |
| Australien (ARIA)                                                                            | —          | 3× Gold3   | 13× Platin13   | 950.000      | aria.com.au |
| Belgien (BRMA)                                                                               | —          | 4× Gold4   | 2× Platin2     | 200.000      | ultratop.be |
| Brasilien (PMB)                                                                              | —          | 5× Gold5   | 2× Platin2     | 685.000      | pro-musicabr.org.br                                                                                            |
| Dänemark (IFPI)                                                                              | —          | 2× Gold2   | 2× Platin2     | 160.000      | ifpi.dk |
| Deutschland (BVMI)                                                                           | —          | 5× Gold5   | 10× Platin10   | 5.350.000    | musikindustrie.de                                                                                              |
| Europa (IFPI)                                                                                | —          | —          | 14× Platin14   | (14.000.000) | ifpi.org (Memento vom 1. Januar 2014 im Internet Archive)                                                      |
| Finnland (IFPI)                                                                              | —          | Gold1      | —              | 34.401       | ifpi.fi |
| Frankreich (SNEP)                                                                            | —          | 6× Gold6   | 2× Platin2     | 1.300.000    | infodisc.fr snepmusique.com                                                                                    |
| Italien (FIMI)                                                                               | —          | 3× Gold3   | Platin1        | 830.000      | fimi.it |
| Kanada (MC)                                                                                  | —          | 3× Gold3   | Platin1        | 205.000      | musiccanada.com                                                                                                |
| Neuseeland (RMNZ)                                                                            | —          | 2× Gold2   | 18× Platin18   | 332.500      | aotearoamusiccharts.co.nz NZ2                                                                                  |
| Niederlande (NVPI)                                                                           | —          | 5× Gold5   | 9× Platin9     | 995.000      | nvpi.nl |
| Österreich (IFPI)                                                                            | —          | 5× Gold5   | 6× Platin6     | 415.000      | ifpi.at |
| Polen (ZPAV)                                                                                 | —          | Gold1      | 2× Platin2     | 50.000       | olis.pl |
| Portugal (AFP)                                                                               | Silber1    | 2× Gold2   | Platin1        | 52.000       | Einzelnachweise                                                                                                |
| Russland (NFPF)                                                                              | —          | 2× Gold2   | —              | 10.000       | 2m-online.ru                                                                                                   |
| Schweden (IFPI)                                                                              | —          | 3× Gold3   | —              | 100.000      | sverigetopplistan.se                                                                                           |
| Schweiz (IFPI)                                                                               | —          | 6× Gold6   | 4× Platin4     | 335.000      | hitparade.ch                                                                                                   |
| Spanien (Promusicae)                                                                         | —          | 4× Gold4   | 5× Platin5     | 660.000      | elportaldemusica.es ES2 ES3 ES4                                                                                |
| Vereinigte Staaten (RIAA)                                                                    | —          | 3× Gold3   | Platin1        | 2.500.000    | riaa.com |
| Vereinigtes Königreich (BPI)                                                                 | 6× Silber6 | 10× Gold10 | 50× Platin50   | 17.895.000   | bpi.co.uk |
| Insgesamt                                                                                    | 7× Silber7 | 77× Gold77 | 145× Platin145 |              | |